# (666902) 2010 VX224
(666902) 2010 VX224 est un transneptunien faisant partie des plutinos de magnitude 6,36.
Son diamètre est estimé à environ 240 km, ce qui pourrait le qualifier comme un candidat au statut de planète naine.